# قهرمان کار فدراسیون روسیه
قهرمان کار فدراسیون روسیه (روسی: Герой Труда Российской Федерации) جایزه دولتی فدراسیون روسیه است. در قانون روسیه عنوان شده‌است که این جایزه به شهروندان فدراسیون روسیه برای خدمات ویژه در نیروی کار به دولت تعلق می‌گیرد و مردم آن در ارتباط با دستیابی به نتایج برجسته در فعالیت‌های عمومی، اجتماعی و اقتصادی با هدف حصول اطمینان از رفاه و سعادت روسیه است.
این عنوان جایگزین عنوان قهرمان کار سوسیالیست در دوران شوروی بود.